# Mors mastigadour

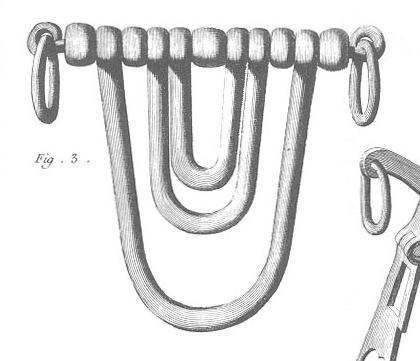
Dessin d'un mors mastigadour.

Un mors mastigadour était en maréchalerie un mors à usage vétérinaire composé d’un canon garni de plusieurs anneaux libre en forme de U de taille croissante l’une dans l’autre sur un canon à pas d'âne et entortillé d’un linge contenant une substance médicamenteuse afin de forcer la salivation et rafraichir la bouche. Le mastigadour est monté d'une têtière et de deux brides ,.

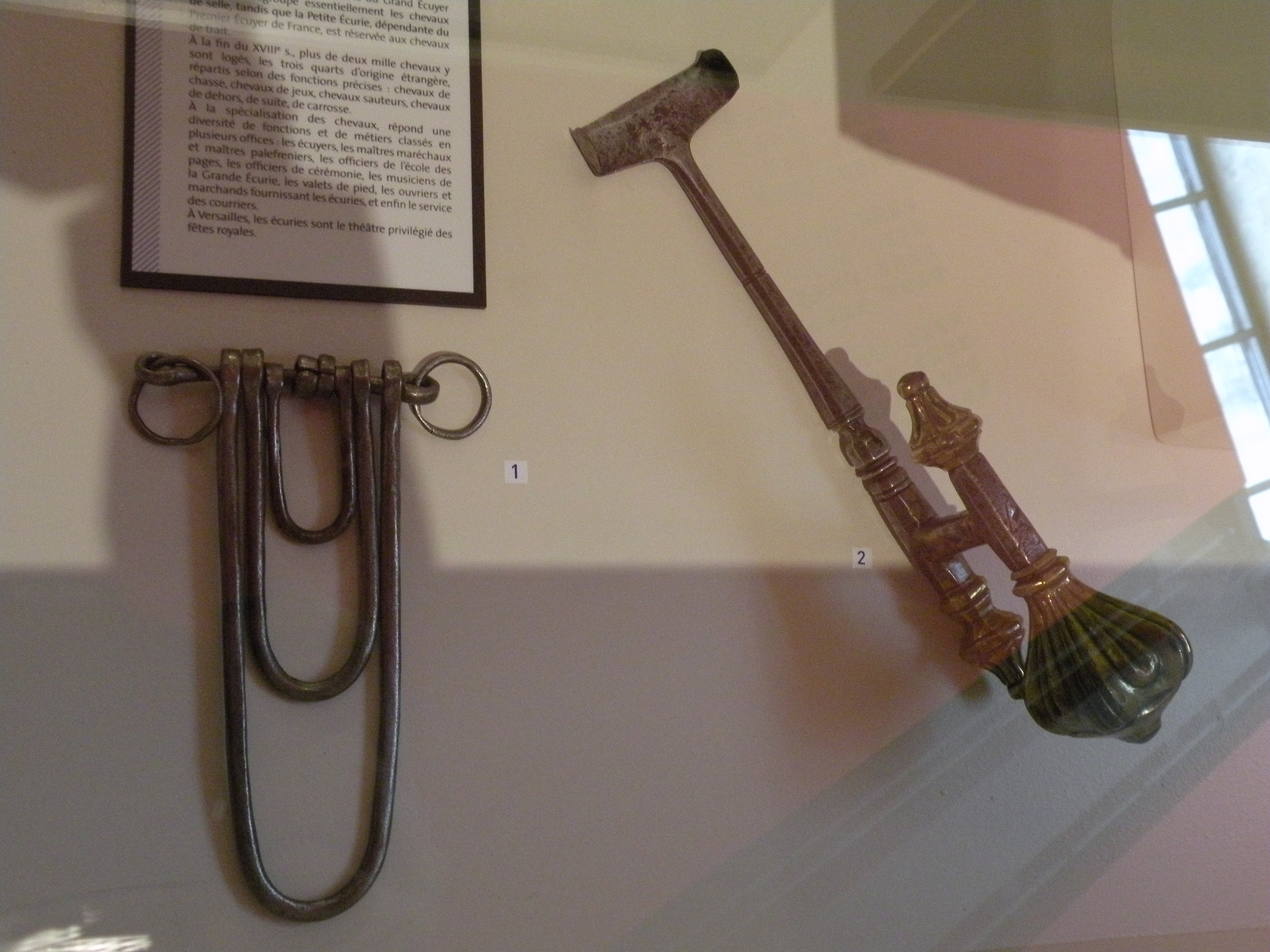
Un mors et un boutoir.